# 内藤晴三郎
内藤 晴三郎（ないとう せいざぶろう、1877年（明治10年）3月13日 - 没年不詳）は、日本の内務官僚。大分県別府市長。

## 経歴
広島県比婆郡八幡村（現在の庄原市）出身。1895年（明治28年）、広島県師範学校を卒業し、東城町立森小学校校長を務めた。1904年（明治37年）、中等教員検定試験に合格し、豊田郡立女子技芸学校教諭・校長を務めた。1918年（大正8年）、高等文官試験に合格し、広島県属、同神石郡長、島根県理事官・視学官、同学務課長、同庶務課長・会計課長、大阪府理事官・都市計画課長・地方課長、北海道庁事務官・産業部長、大分県総務部長を歴任した。
退官後の1938年（昭和13年）に別府市長に選出された。歴代六代市長、　任期、昭和13年７月11日〜17年７月10日

## し脚注
1. 1 2 3  『大衆人事録』
2. ↑  『全国市長銘鑑』p.108
3. 1 2  『人事興信録 第14版』
4. 1 2  『人事興信録 第9版』